# Eccidio di Sabbiuno di Paderno
L'eccidio di Sabbiuno di Paderno fu l'uccisione, avvenuta il 14 e il 24 dicembre 1944, di quasi un centinaio di partigiani e prigionieri politici da parte delle forze nazifasciste a monte Sabbiuno di Paderno, collina a sud di Bologna.

## Contesto storico
Nell'agosto del 1944, dopo aver completato la liberazione dell'Italia Centrale, le truppe alleate avevano lanciato l'Operazione Olive per tentare lo sfondamento della Linea Gotica. Le forze della Resistenza presenti a Bologna, incoraggiate dai successi dell'esercito alleato, si preparavano all'insurrezione in appoggio allo sfondamento del fronte, allora ritenuto imminente. A questo scopo, fra il settembre e l'ottobre 1944, i partigiani avevano stabilito diverse basi operative in città. Il 7 novembre i tedeschi scoprirono e attaccarono una base in via del Macello (zona del Cavaticcio). Si venne ad un durissimo scontro, noto come la battaglia di Porta Lame.
Nel frattempo, a fine ottobre 1944, l'offensiva alleata si era esaurita e nell'inverno fra il 1944 e il 1945, il fronte di guerra si era stabilmente assestato lungo la Linea Gotica sull'Appennino a meno di 20 chilometri da Bologna. Con il proclama Alexander del 13 novembre 1944, il comandante in capo delle forze alleate nel Mediterraneo, il feldmaresciallo inglese Harold Alexander, richiedeva alle forze della Resistenza dell'Italia settentrionale la cessazione delle operazioni su vasta scala e l'attestarsi su posizioni difensive.
La stasi dell'avanzamento alleato creò le condizioni adatte per un inasprimento della repressione da parte delle forze fasciste e naziste contro quelle della Resistenza. Nei mesi a seguire, le forze nazifasciste - avvalendosi di spie infiltrate, confessioni estratte sotto tortura e prigionieri usati come esche - procedettero all'uccisione dei partigiani identificati e all'attacco delle basi della Resistenza in città, che culminarono in violenti scontri, fra cui spicca la battaglia della Bolognina del 15 novembre 1944. I partigiani superstiti si videro così costretti ad uscire dalla città e tornare nelle sedi operative della campagna.

### I rastrellamenti
Il 5 dicembre 1944 i tedeschi e i fascisti - su indicazione di alcune spie infiltrate nelle brigate partigiane - operarono due grandi rastrellamenti ad Anzola Emilia e ad Amola di Piano (San Giovanni in Persiceto), dove avevano le loro basi un distaccamento della 7ª Brigata GAP e reparti SAP della 63ª Brigata "Bolero".
Oltre 200 persone, ma pare addirittura di più, furono dapprima concentrate nelle scuole, nei cinema, nelle caserme e nelle carceri locali, dove vennero sottoposte a interrogatori e non di rado a sevizie da parte delle SS tedesche. Successivamente vennero trasferiti nel carcere di San Giovanni in Monte, dove si trovavano già centinaia di detenuti. Altri ancora si aggiunsero nei giorni successivi. Alcuni rastrellati vennero rilasciati, mentre gli altri prigionieri, ammassati nelle celle sovraffollate e malsane del carcere, vennero sottoposti a ulteriori interrogatori e torture.

## L'eccidio

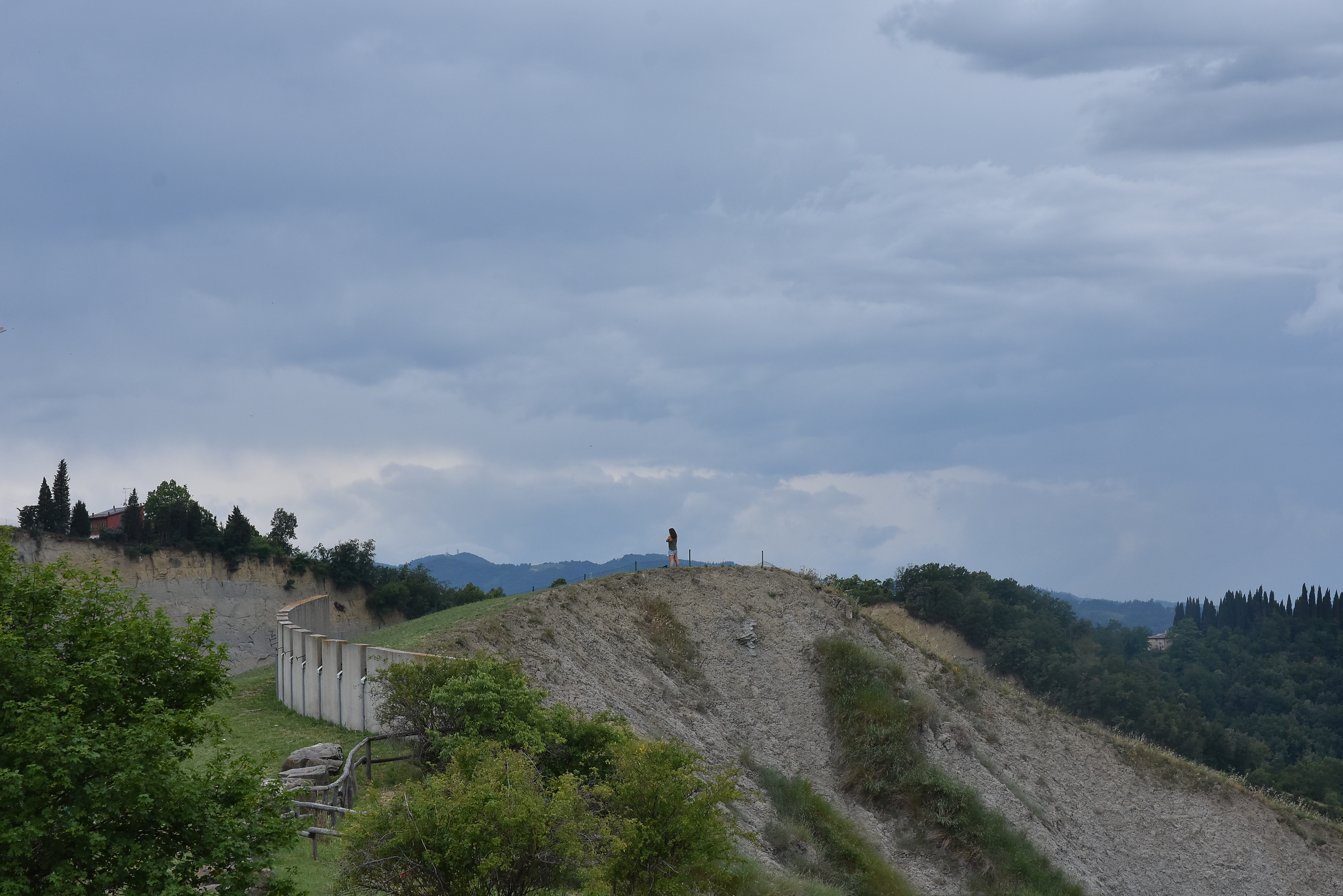
Il ciglio del calanco di Sabbiuno, dove sorge il sacrario ai caduti

Il 14 dicembre 1944 un primo gruppo di prigionieri, comprendente partigiani la cui identità ed attività erano certi, venne prelevato dal carcere e condotto a Sabbiuno di Paderno, collina a sud della città. Qui vennero uccisi in massa a colpi di fucile. Le esecuzioni furono probabilmente affidate alle SS italiane e alle Brigate Nere. Alcuni corpi rotolarono lungo i fianchi della collina verso il Reno. 
Il 22 dicembre diversi carcerati vennero deportati nel campo di transito di Bolzano e nel campo di concentramento di Mauthausen. Molti non fecero mai ritorno.
Un terzo gruppo di prigionieri fu prelevato dal carcere di San Giovanni in Monte il 23 dicembre e ucciso a Sabbiuno con le stesse modalità del primo gruppo.
Si stima che furono almeno 58 le persone uccise, ma - date le difficoltà nell'identificare i corpi - non è da escludere che siano avvenute ulteriori fucilazioni anche nei giorni successivi. Nelle esecuzioni vennero fucilate anche persone che non erano direttamente legate alla Resistenza, come il commerciante ebreo Leo Kocker, catturato a Castelfranco Emilia.

### L'occultamento
Fino all'autunno 1944 le fucilazioni di massa di oppositori politici, perpetrate per mano delle Brigate Nere e della Guardia Nazionale Repubblicana, venivano spesso pubblicizzate a scopo intimidatorio attraverso manifesti e pubblicazione sul giornale locale Il Resto del Carlino. Fra l'ottobre e il dicembre 1944, invece, si inaugurò a Bologna e in Romagna una stagione caratterizzata da "eccidi occultati", perpetrati in segreto dall'Außenkommando Bologna del SiPo-SD con specifica volontà di eliminazione e occultamento delle vittime.
L'eccidio di Sabbiuno si colloca all'inizio di questa stagione di eccidi occultati: se una lista incompleta di nomi dei fucilati nella prima esecuzione del 14 dicembre 1944 apparve sui muri di Bologna (ma non sui quotidiani), la seconda esecuzione del 23 dicembre non fu invece oggetto di alcuna comunicazione, così come da lì in avanti verranno perpetrate in segreto tutte le esecuzioni avvenute a partire dal 10 febbraio 1945 nei pressi della piccola stazione di San Ruffillo.

### La scoperta
L'eccidio rimase pressoché sconosciuto per diversi mesi, quando si iniziarono a rinvenire i corpi delle vittime, fucilate e gettate al di sotto del calanco.
In un primo tempo furono identificate 47 salme mentre 8 rimasero senza nome. Successivamente furono rinvenute altre salme isolate nei dintorni, il che suggerisce che le fucilazioni siano proseguite anche dopo dicembre.

## Le vittime
La precisa identificazione del numero e dell'identità delle vittime dell'eccidio è resa difficile dalle contraddizioni presenti nelle poche fonti disponibili, nonché dalla difficoltà nell'individuare e identificare le salme. Segue la lista delle vittime registrate alla Certosa di Bologna come provenienti da Sabbiuno o registrate come tali all'anagrafe del Comune di Bologna e di quelle desunte dal registro dei carcerati della Casa circondariale di Bologna.
| Cognome     | Nome          | Nome di battaglia | Età | Data dell'uccisione          | Note biografiche |
| ----------- | ------------- | ----------------- | --- | ---------------------------- | --- |
| Alberghini  | Albano        |                   | 21  | 23 dicembre 1944             | Nato a Sant'Agata Bolognese (BO) il 5 febbraio 1922. Operaio. Attivo nel battaglione Marzocchi della 63ª Brigata Garibaldi "Bolero". |
| Alberghini  | Roberto       |                   | 19  | 23 dicembre 1944             | Nato a Sant'Agata Bolognese (BO) il 16 maggio 1924. Manovale. Attivo nel battaglione Marzocchi della 63ª Brigata Garibaldi "Bolero". |
| Alberti     | Gino          |                   | 24  | 14 dicembre 1944             | Nato a San Giovanni in Persiceto (BO) il 3 novembre 1920. Bracciante. Attivo nel battaglione Marzocchi della 63ª Brigata Garibaldi "Bolero". Rastrellato il 5 dicembre 1944 insieme al padre Riccardo. |
| Baiesi      | Augusto       |                   | 43  | 14 dicembre 1944             | Nato ad Anzola Emilia (BO) il 25 febbraio 1901. Muratore. Militò nella 7ª brigata GAP "Gianni" Garibaldi. |
| Bagnoli     | Felice        |                   | 43  | 14 dicembre 1944             | Nato a San Lazzaro di Savena (BO) il 10 luglio 1891. Arrestato il 1º dicembre 1944 per motivi ignoti. |
| Bandiera    | Goffredo      |                   | 27  | 23 dicembre 1944             | Nato a Bentivoglio il 25 luglio 1917. Secondo la polizia fascista, fu informatore della 7ª brigata GAP "Gianni" Garibaldi. |
| Benati      | Efrem         | Gianni            | 18  | 23 dicembre 1944             | Nato a San Giovanni in Persiceto (BO) il 23 gennaio 1926. Studente. Militò nel battaglione Tarzan della 7ª GAP "Gianni" Garibaldi. |
| Bisi        | Ernesto       |                   | 31  | 14 dicembre 1944             | Nato a Bologna il 6 maggio 1913. Ferroviere. Arrestato il 15 novembre 1944 per motivi ignoti. |
| Bonasoni    | Ivo           |                   | 17  | 23 dicembre 1944             | Nato a San Giovanni in Persiceto (BO) il 5 febbraio 1927. Militò nel battaglione Marzocchi della 63ª brigata Garibaldi "Bolero". |
| Bonfiglioli | Nino          |                   | 19  | 14 dicembre 1944             | Nato ad Anzola Emilia (BO) il 13 ottobre 1925. Calzolaio. Militò nel battaglione Tarzan della 7ª GAP "Gianni" Garibaldi. |
| Bongiovanni | Valerio       |                   | 18  | 14 dicembre 1944             | Nato a San Giovanni in Persiceto (BO) il 23 novembre 1926. Colono. Attivo nel battaglione Marzocchi della 63ª brigata Garibaldi "Bolero". Durante il rastrellamento, fu appeso ad un albero con il capo all'in giù e percosso con la canna di un fucile. |
| Bova Conti  | Francesco     |                   | 27  | 14 dicembre 1944             | Nato a Termini Imerese (PA) il 4 settembre 1917. Militò nella 7ª brigata GAP "Gianni" Garibaldi. |
| Brenti      | Luigi         | Pagella           | 24  | 14 dicembre 1944             | Nato a San Pietro in Casale (BO) il 20 giugno 1920. Operaio. Militò nel battaglione Tarzan della 7ª GAP "Gianni" Garibaldi. |
| Bussolari   | Emilio        | Tonino            | 29  | 14 dicembre 1944             | Nato a Bologna il 24 maggio 1915. Bidello. Militò nel battaglione Tarzan della 7ª GAP "Gianni" Garibaldi con funzioni di commissario politico. |
| Casarini    | Sergio        | Tobia             | 18  | 24 dicembre 1944             | Nato a Castello di Serravalle (BO) il 15 agosto 1926. Operaio. Fu attivo nella 7ª brigata GAP "Gianni" Garibaldi. |
| Cevenini    | Dino          |                   | 17  | 14 dicembre 1944             | Nato a Bologna il 16 febbraio 1927. Attivo nel 1º battaglione della brigata Stella rossa "Lupo". |
| Cocchi      | Albano        |                   | 34  | 14 dicembre 1944             | Nato a Crevalcore (BO) il 31 gennaio 1910. Colono. Militò nel battaglione Marzocchi della 63ª brigata Garibaldi "Bolero". Rastrellato il 5 dicembre 1944, unitamente al fratello Mario. |
| Corazza     | Bruno         | Bandiera          | 21  | 23 dicembre 1944             | Nato ad Anzola Emilia (BO) il 29 giugno 1923. Mezzadro. Attivo nella 63ª brigata Garibaldi "Bolero" fu comandante del battaglione Armaroli. |
| Cotti       | Gherardo      |                   | 22  | 14 dicembre 1944             | Nato a San Giovanni in Persiceto (BO) il 9 dicembre 1922. Colono. Attivo nel battaglione Marzocchi della 63ª brigata Garibaldi "Bolero". |
| Cotti       | Mario         |                   | 19  | 23 dicembre 1944             | Nato a San Giovanni in Persiceto (BO) il 7 aprile 1925. Attivo nel battaglione Marzocchi della 63ª brigata Garibaldi "Bolero". |
| Cristofori  | Aroldo        | Vento             | 18  | 24 dicembre 1944             | Nato a Cento (FE) il 6 marzo 1926. Elettricista. Col fratello Francesco entrò nella squadra Temporale della 7ª brigata GAP "Gianni" Garibaldi. Partecipò alla battaglia di porta Lame. Prima dell'esecuzione fu torturato. |
| Dall'Olio   | Gaetano       |                   | 44  | 23 dicembre 1944             | Nato ad Anzola Emilia (BO) il 10 giugno 1900. Colono. Militò nella 7ª brigata GAP "Gianni" Garibaldi. Venne arrestato dai tedeschi il 12 dicembre 1944 insieme ai fratelli Cesare ed Enrico. |
| Drusiani    | Dante         | Tempesta          | 19  | 14 dicembre 1944             | Nato a Porretta Terme (BO) il 24 marzo 1925. Operaio tornitore. Militò nella 7ª brigata GAP "Gianni" Garibaldi con funzione di comandante di compagnia. Partecipò a varie azioni a Bologna, tra cui la liberazione dei detenuti politici dal carcere di San Giovanni in Monte del 9 agosto 1944, l'assalto della sede del comando tedesco all'Hotel Baglioni e l'assalto della polveriera di Villa Contri. Catturato dai tedeschi, fu a lungo interrogato e torturato. Medaglia d'oro al valor militare alla memoria. |
| Fantini     | Adolfo        | Moretto           | 16  | 14 dicembre 1944             | Nato a Bologna il 27 dicembre 1927. Operaio. Fece parte del gruppo di otto partigiani che costituirono la squadra Temporale della 7ª brigata GAP "Gianni" Garibaldi. Partecipò a tutte le azioni di sabotaggio organizzate dalla squadra e prese parte alla battaglia di Porta Lame. Entrò poi nella 63ª brigata Garibaldi "Bolero". Catturato e imprigionato nel carcere di San Giovanni in Monte a Bologna, subì torture e sevizie senza però rivelare informazioni compromettenti per i compagni.                  |
| Ferrari     | Mario         | Braccio           | 17  | 14 dicembre 1944             | Nato ad Anzola Emilia (BO) il 20 gennaio 1927. Operaio. Militò nel battaglione Tarzan della 7ª GAP "Gianni" Garibaldi. Fucilato a Sabbiuno assieme al fratello Renato. |
| Ferrari     | Renato        |                   | 16  | 24 dicembre 1944             | Nato ad Anzola Emilia (BO) il 16 settembre 1928. Operaio. Militò nel battaglione Tarzan della 7ª GAP "Gianni" Garibaldi. Fucilato a Sabbiuno assieme al fratello Mario. |
| Fiorini     | Vincenzo      |                   | 39  | 23 dicembre 1944             | Nato a San Giovanni in Persiceto (BO) l'11 ottobre 1905. Birocciaio. Militante comunista, reclutò formazioni partigiane nell'area di Amola. Catturato e più volte torturato, non fornì alcuna indicazione alle forze nazifasciste. |
| Forni       | Guido         |                   | 19  | 23 dicembre 1944             | Nato a San Giovanni in Persiceto (BO) il 14 maggio 1925. Ferroviere. Attivo nel battaglione Marzocchi della 63ª brigata Garibaldi "Bolero". Venne catturato insieme con la sorella Berta e il fratello Guerrino in un rastrellamento nella notte tra il 4 e il 5 dicembre 1944. |
| Fossi       | Ermes         | Aquilone          | 19  | 15 dicembre 1944             | Nato a Pianoro (BO) il 10 febbraio 1925. Commesso. Militò nella brigata Stella rossa "Lupo" e, successivamente, nella squadra Temporale della 7ª brigata GAP "Gianni" Garibaldi. |
| Gabrielli   | Giancarlo     | Gigino            | 21  | 9 ottobre o 14 dicembre 1944 | Nato a Pianoro (BO) il 19 ottobre 1923. Muratore. Militò nella 62ª Brigata Garibaldi "Camicie rosse". |
| Galletti    | Umberto       |                   | 20  | 23 dicembre 1944             | Nato a San Giovanni in Persiceto (BO) il 26 marzo 1924. Meccanico. Militò nel battaglione Marzocchi della 63ª brigata Garibaldi "Bolero". Incarcerato a San Giovanni in Monte a Bologna, fu interrogato e torturato prima di essere fucilato. |
| Gandolfi    | Giovanni      |                   | 20  | 24 dicembre 1944             | Nato a Monteveglio (BO) il 20 marzo 1924. Operaio. Prestò servizio militare nei bersaglieri. Militò nella 63ª brigata Garibaldi "Bolero" e nella 7ª brigata GAP "Gianni" Garibaldi. |
| Gazzani     | Danilo        | Piccolo           | 18  | 14 dicembre 1944             | Nato a Castelforte (MN) il 26 marzo 1926. Ferroviere. Militò nella 7ª brigata GAP "Gianni" Garibaldi. Prese parte alla battaglia di porta Lame. Catturato dai tedeschi con Augusto Baiesi e Cleto Guermandi a seguito di un combattimento, nella notte del 3 dicembre 1944. |
| Gelati      | Renato        | Fornaio           | 18  | 14 dicembre 1944             | Nato a Castel di Casio (BO) il 5 dicembre 1926. Militò nella 7ª brigata GAP "Gianni" Garibaldi. Catturato nel corso della battaglia della Bolognina il 15 novembre 1944. |
| Kocker      | Leo           |                   | 47  | 14 dicembre 1944             | Nato a Salisburgo (Austria) il 5 agosto 1897. Commerciante, ebreo. |
| Magli       | Adolfo        |                   | 60  | 14 dicembre 1944             | Nato a Castel Maggiore (BO) il 13 novembre 1884. Colono. Militò nel battaglione Tarzan della 7ª GAP "Gianni" Garibaldi. |
| Manfredi    | Alcide        |                   | 20  | 23 dicembre 1944             | Nato a San Giovanni in Persiceto (BO) il 4 novembre 1924. Operaio tornitore. Militò nel battaglione Marzocchi della 63ª brigata Garibaldi "Bolero" con funzione di caposquadra. |
| Manfredi    | Olver         |                   | 18  | 23 dicembre 1944             | Nato a Ravarino (MO) il 30 gennaio 1926. Ferroviere. Militò nel battaglione Marzocchi della 63ª brigata Garibaldi "Bolero" con funzione di comandante di compagnia. |
| Martinelli  | Armando       |                   | 18  | 14 dicembre 1944             | Nato a San Giovanni in Persiceto (BO) il 27 gennaio 1926. Fattorino del telegrafo. Militò nel battaglione Marzocchi della 63ª brigata Garibaldi "Bolero" con funzione di capo di nucleo. |
| Martinelli  | Giuseppe      |                   | 46  | 15 dicembre 1944             | Nato a Sant'Agata Bolognese (BO) il 18 febbraio 1898. Fattorino postale e capolega dei braccianti a San Giovanni in Persiceto. Militò nel battaglione Marzocchi della 63ª brigata Garibaldi "Bolero". |
| Muratori    | Rando         |                   | 18  | 14 dicembre 1944             | Nato a Sant'Agata Bolognese (BO) il 22 luglio 1926. Bracciante. Militò nel battaglione Marzocchi della 63ª brigata Garibaldi "Bolero". |
| Nadalini    | Dario         | Paolo             | 33  | 23 dicembre 1944             | Nato a Castelfranco Emilia (BO) il 27 novembre 1911. Affittuario. Iscritto al PCI. Militò nel battaglione Marzocchi della 63ª brigata Garibaldi "Bolero" con funzione di commissario politico. Fu catturato a causa di una spiata unitamente al patrigno Evaristo Nadalini, alla madre, alla moglie Rina Ramponi, ai fratellastri Bruno e Clara Nadalini e a Italo Bosi. |
| Nanni       | Augusto       |                   | 31  | 14 dicembre 1944             | Nato a San Giovanni in Persiceto (BO) il 17 febbraio 1913. Fornaio. Militò nel battaglione Marzocchi della 63ª brigata Garibaldi "Bolero" con funzione di vice commissario politico di battaglione. |
| Pedrini     | Tiziano       | Pedro             | 19  |                              | Nato a Bologna il 22 novembre 1925. Operaio. Militò nella 36ª Brigata Garibaldi "Alessandro Bianconcini". Dopo il combattimento di Monte Battaglia, rientrò a Bologna e si aggregò alla 1ª brigata Garibaldi "Irma Bandiera". |
| Piazzi      | Adelmo Angelo |                   | 22  | 14 dicembre 1944             | Nato a Bologna il 28 dicembre 1921. Fornaio. |
| Rimondi     | Emilio        |                   | 19  | 14 dicembre 1944             | Nato a Bologna il 1º maggio 1925. |
| Serra       | Dante         |                   | 18  | dicembre 1944                | Nato a San Giovanni in Persiceto (BO) il 15 maggio 1926. Fabbro. Militò nel battaglione Marzocchi della 63ª brigata Garibaldi "Bolero". Assieme a Fortunato Delicato si occupò del sabotaggio dei mezzi tedeschi. Catturato dai tedeschi insieme al fratello Luciano il 5 dicembre 1944. |
| Serra       | Luciano       |                   | 22  | 14 dicembre 1944             | Nato a San Giovanni in Persiceto (BO) il 7 febbraio 1922. Barbiere. Fece parte del primo gruppo dei renitenti alla leva che nella zona di Amola costituì il primo nucleo resistenziale. Militò nel battaglione Marzocchi della 63ª brigata Garibaldi "Bolero" con funzione di commissario politico. Catturato dai tedeschi insieme al fratello Dante il 5 dicembre 1944. |
| Stoppazzini | Cesare        | Cesarino          | 31  | 14 dicembre 1944             | Nato a Crespellano (BO) il 16 marzo 1913. Meccanico artigiano. Militò nel battaglione Tarzan della 7ª GAP "Gianni" Garibaldi. Venne arrestato assieme ad altri compagni, dietro delazione del fascista infiltrato Ugo Lambertini, il 5 dicembre 1944. |
| Strazzari   | Anselmo       |                   | 28  | 14 dicembre 1944             | Nato a Budrio (BO) 16 dicembre 1916. Coltivatore diretto. Militò nel battaglione Pasquali della 4ª brigata Garibaldi "Venturoli". Venne rastrellato il 28 novembre 1944 con numerose altre persone, tra le quali il fratello Luciano. |
| Toffano     | Vincenzo      | Terremoto         | 19  | 14 dicembre 1944             | Nato a Gavello (RO) il 25 aprile 1925. Operaio tornitore. Militò nel battaglione Fergnani della brigata Mazzini della divisione Nannetti e nella squadra Temporale della 7ª GAP "Gianni" Garibaldi. Prese parte alla battaglia di Porta Lame. Medaglia d'oro al valor militare alla memoria. |
| Toselli     | Aldo          |                   | 41  | 14 dicembre 1944             | Nato a Finale Emilia (MO) il 19 maggio 1903. Operaio metallurgico. Militò nel battaglione Marzocchi della 63ª brigata Garibaldi "Bolero". Venne rastrellato dai tedeschi il 5 dicembre 1944 assieme al figlio Dino. |
| Toselli     | Dino          |                   | 17  | 14 dicembre 1944             | Nato a San Giovanni in Persiceto (BO) il 12 maggio 1927. Operaio tornitore. Militò nel battaglione Marzocchi della 63ª brigata Garibaldi "Bolero". Venne rastrellato dai tedeschi il 5 dicembre 1944 assieme al padre Aldo. |
| Turrini     | Pierino       | Ivan              | 22  | dicembre 1944                | Nato ad Anzola Emilia (BO) il 2 agosto 1922. Operaio tornitore. Militò nel battaglione Tarzan della 7ª GAP "Gianni" Garibaldi. |
| Vanti       | Ettore        |                   | 20  | 16 dicembre 1944             | Nato a Granarolo (BO) il 6 marzo 1924. Operaio. Militò nel battaglione Pasquali della 4ª brigata Garibaldi "Venturoli". |
| Zambelli    | Elio          | Aldo              | 21  | 23 dicembre 1944             | Nato a Castelfranco Emilia (BO) il 23 giugno 1923. Attivo nella 63ª brigata Garibaldi "Bolero". |
| Zanetti     | Aldo          |                   | 26  | dicembre 1944                | Nato ad Anzola Emilia (BO) il 27 aprile 1919. Sarto. Fece parte del primo gruppo di antifascisti che organizzò la Resistenza ad Anzola Emilia. Militò nel battaglione Tarzan della 7ª GAP "Gianni" Garibaldi e nella 63ª brigata Garibaldi "Bolero" con funzione di caponucleo. |
| Zucchini    | Umberto       |                   | 23  | 23 dicembre 1944             | Nato ad Anzola Emilia (BO) il 22 marzo 1921. Falegname. Militò nel battaglione Tarzan della 7ª GAP "Gianni" Garibaldi. Prese parte alla battaglia di porta Lame e restò ferito. |

## Indagini giudiziarie
Le responsabilità dell'eccidio non vennero mai chiaramente appurate e assai pochi furono i procedimenti giudiziari al riguardo. A conclusione del conflitto, vennero rinviati a giudizio per responsabilità nell'eccidio Bruno Monti, all'epoca dei fatti tenente della GNR addetto all'Ufficio Politico Investigativo (UPI) dell'Ispettorato Provinciale e poi Regionale; e Agostino Fortunati, giudice del tribunale provinciale straordinario fascista, capo dell'ufficio politico del Partito Fascista Repubblicano di Bologna, ufficiale superiore della polizia ausiliaria e capo dell'ufficio politico della Questura di Bologna.
Bruno Monti fu accusato di aver coadiuvato nel dicembre 1944 il comando SS di Bologna nella scelta di 35 prigionieri tra i detenuti politici incarcerati a San Giovanni in Monte destinati in parte alla deportazione, in parte fucilati il 14 dicembre 1944 a Sabbiuno di Paderno. La Corte d'appello penale di Bologna lo ritenne responsabile degli arresti e lo condannò a morte mediante fucilazione. La Cassazione, con sentenza del 31 maggio 1946 annullò la sentenza, rinviando la causa alla Sezione Speciale della Corte d'assise di Modena, che con sentenza del 12 marzo 1947 commutò la pena di morte in ergastolo. Il reato fu poi dichiarato estinto per amnistia.
Agostino Fortunati fu accusato e confessò l'arresto nel novembre 1944 del partigiano Aroldo Cristofori e di averlo consegnato al Comando SS tedesco. La Corte d'appello penale di Bologna lo riconobbe colpevole di questo ed altri reati e lo condannò a morte mediante fucilazione. La Cassazione, con sentenza del 29 gennaio 1947, annullò la sentenza di condanna e rinviò alla Sezione Speciale della Corte d'Assise di Modena. Il reato fu poi dichiarato estinto per amnistia.

## Commemorazione
Nel 1946, in accordo tra diversi Comuni del bolognese, venne istituito il Comitato per le onoranze ai Caduti di Sabbiuno, incaricato di mantenere vivo il ricordo dell'eccidio e di occuparsi della gestione del cippo funerario posto a commemorazione delle vittime.
Sul luogo dell'eccidio è stato realizzato nel 1974 un monumento memoriale, presso il quale si tiene ogni anno una commemorazione ufficiale in memoria dei caduti. A fianco del monumento, in un edificio rurale ristrutturato, si trova uno spazio dedicato a una mostra fotografica e ad attività didattiche sulla memoria.